# Општина Виишоара (Васлуј)
Виишоара (рум. Viişoara) општина је у Румунији у округу Васлуј.
Oпштина се налази на надморској висини од 162 m.